# Brightline West
Brightline West is een hogesnelheidslijn in aanbouw tussen Las Vegas en Rancho Cucamonga in Groot-Los Angeles. De verbinding is geheel in handen van een privéonderneming. De bouw van de verbinding begon in april 2024, als tweede hogesnelheidslijn in de VS, en moet in 2027 klaar zijn.

## Algemeen
Jaarlijks reizen er zo’n 50 miljoen mensen tussen Las Vegas en Los Angeles. 85% reist met de auto over de I-15 wat ongeveer 4 uur duurt. Een vlucht tussen Las Vegas en Los Angeles duurt ongeveer 1 uur en 10 minuten, maar door veiligheidscontroles neemt de reistijd toe. Een treinverbinding tussen deze twee plekken zou een groener en sneller alternatief bieden. 

## Geschiedenis
Tussen 1979 en 1997 reed Amtrak de Desert Wind tussen Los Angeles en Chicago via Las Vegas en Salt Lake City. Na het opheffen van deze trein kwam er ook een einde aan treinverbindingen tussen Los Angeles en Las Vegas.
In 2005 werd DesertXpress Enterprises, LLC opgericht om een hogesnelheidslijn tussen Las Vegas en Los Angeles te realiseren. De spoorlijn zou van Las Vegas naar Apple Valley lopen, waarna er een aansluiting naar Palmdale aangelegd kon worden. De geschatte kosten voor de aanleg werden op $5 miljard geschat. 
De bouw van de DesertXpress zou in 2010 beginnen. Wegens gebrek aan geld werd het project vertraagd en hoopte men op oplevering in 2016.
In juni 2012 presenteerde DesertXpress het XpressWest plan. Dit omvatte extra hogesnelheidslijnen naar Arizona, Utah en Colorado. Inmiddels waren de kosten van het traject tussen Las Vegas en Apple Valley tot $6,1 miljard opgelopen. $1,4 miljard zou van investeerders komen, het overige geld moest van leningen komen. Hiervoor deed XpressWest een aanvraag bij de Amerikaanse overheid. Verder werd er in 2012 een contract getekend voor de aanleg van een 80 km lange verbinding tussen Apple Valley en Palmdale. 
De lening werd geweigerd, waardoor XpressWest in 2015 een joint venture aanging met de China Railway International USA. Samen zouden de bedrijven de spoorlijn tussen Las Vegas en Apple Valley plus de aansluiting naar Palmdale realiseren. De bouw zou in 2016 starten.
In 2016 werd de joint venture met China afgeblazen. De reden was dat de Amerikaanse overheid eiste dat de treinen op Amerikaanse bodem gemaakt zouden worden.
In 2018 maakte de Fortress Investment Group bekend dat ze het project zouden overnemen en verder zouden ontwikkelen. In 2020 werd het project omgedoopt tot Brightline West en werden de plannen gemaakt voor de constructie van de lijn en stations. Aanvankelijk zou de constructie in 2020 beginnen, met oplevering in 2024. Ook dit is uitgesteld.
In 2019 maakte Californië bekend dat het een bijdrage van $3,25 miljard zou geven. In 2020 kreeg Brightline West een extra $600 miljoen van Californië en $200 miljoen van Nevada. De totale kosten voor de lijn werden op $8 miljard geschat. 
In 2022 werd er besloten om de spoorlijn vanaf Apple Valley niet naar Palmdale maar naar Rancho Cucomonga te laten lopen. In Hesperia zou er een extra treinstation komen. In 2023 werd er (na een overheidsonderzoek) toestemming gegeven voor de bouw. San Bernardino County ontving $25 miljoen voor de bouw van de stations in Hesperia en Rancho Cucamonga. 
Tussen 2023 en 2024 ontving Brightline West $5,5 miljard van de Amerikaanse overheid. Eind januari 2024 maakte Brightline West bekend dat de bouw in het eerste kwartaal van 2024 moet starten en dat er 10.000 arbeiders gezocht worden.
In april 2024 was er een ceremonie voor de start van de werken. Het is de tweede hogesnelheidslijn in de VS waarvan de werken starten, na California High-Speed Rail, en de eerste onder privaat initiatief.

## Traject

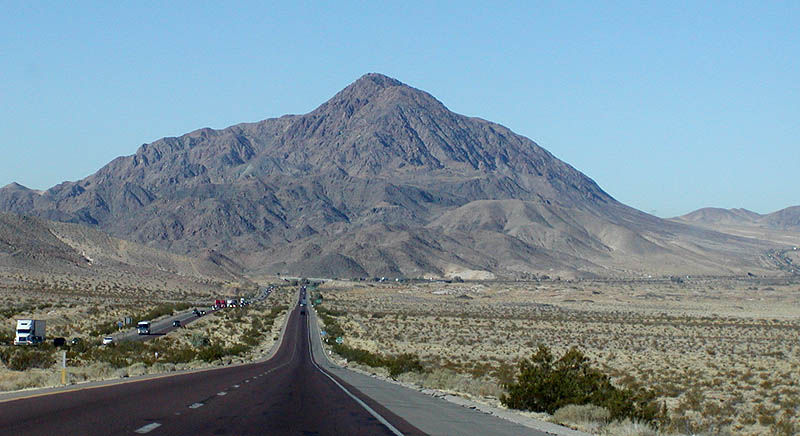
De I-15, in de middenberm zal de spoorlijn aangelegd worden

Het traject loopt van Las Vegas naar Rancho Cucamonga, via de California High Desert. Het traject zal grotendeels in het midden van de I-15 gebouwd worden. Hierdoor is het traject grotendeels enkelsporig. Op stations en passages ligt er dubbelspoor. Enkele delen van het traject lopen door nationale parken. In Las Vegas komt er een station aan het zuideinde van de Las Vegas Strip. Vanuit Las Vegas loopt de spoorlijn naar Apple Valley in Californië, waar een station (Victor Valley) en rangeerterrein gebouwd zullen worden. In Hesperia komt ook een station. Op dit station wordt alleen op werkdagen tijdens de spits gestopt. Het eindpunt van de lijn is in Rancho Cucamonga. Op dit station kunnen passagiers overstappen op de Metrolink naar Los Angeles.

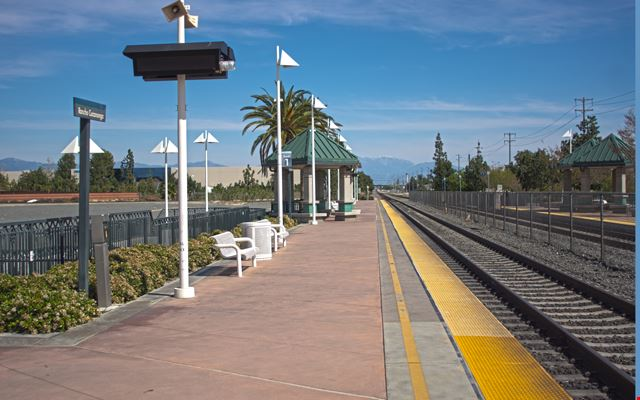
Het station van Rancho Cucamonga, het eindpunt van de Brightline West.

## Materieel
Voor de treindienst gaat Brightline West gebruik maken van 10 hogesnelheidstreinen. De treinen worden gevoed met 25 kV bovenleiding en moeten snelheden tot 290 km/u behalen. Daarnaast moeten de treinen zonder moeite hellingen tot 4,5% aankunnen.
In april 2024 selecteerde Brightline de Siemens Velaro Novo (American Pioneer 220) voor 10 treinstellen.
Siemens Mobility bouwt hiervoor een nieuwe fabriek in Horseheads (New York), de eerste Amerikaanse productiesite voor hogesnelheidstreinen.